# Gotfred Johansen
Pour les articles homonymes, voir Johansen.
Gotfred Johansen est un boxeur danois né le 4 mai 1895 à Copenhague et mort le 2 février 1978 à Egebæksvang.

## Carrière
Affilié à l'IF Sparta, il remporte aux Jeux olympiques d'été de 1920 à Anvers la médaille d'argent dans la catégorie poids légers. Après trois victoires face à Jean Neyes, Frank Cassidy et Clarence Newton, Johansen s'incline en finale contre l'américain Samuel Mosberg.

## Palmarès

### Jeux olympiques
- Jeux olympiques d'été de 1920 à Anvers[1] (poids légers)